# Jarabulus (nahija)
Nahija Jarabulus (ar. ناحية مركز جرابلس) je nahija u okrugu Jarabulus, u sirijskoj pokrajini Alep. Površina nahije je 316,52 km2. Po popisu iz 2004. (prije rata), nahija je imala 41.575 stanovnika. Administrativno sjedište je u naselju Jarabulus.